# Лицарі Колумба
Ли́царі Колу́мба (англ. Knights of Columbus);— найбільша в світі братерська організація, яка об'єднує чоловіків-католиків. Заснована преподобним отцем Майклом Джозефом Макґівні в Нью-Гейвені (США) в 1882 році. Названа на честь мореплавця Христофора Колумба.
Діяльність Лицарів Колумба спрямована на благодійність щодо потребуючих, єдність католиків навколо Церкви для захисту християнських цінностей, особливо щодо родини та захисту життя, плекання братерства між лицарями та патріотизм.
Братерська спільнота Лицарів Колумба є членом «Міжнародного альянсу католицьких лицарів».

## Історія

### Заснування (1882—1899)
«Лицарі Колумба» були засновані американським католицьким священиком ірландського походження отцем Майклом Макґівні в Нью-Гейвені, штат Коннектикут, США.

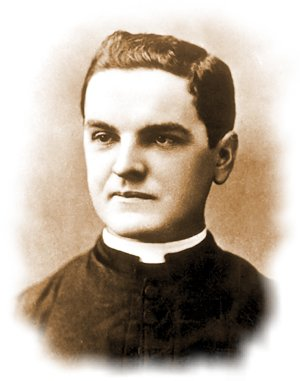
Засновник ордену Лицарів Колумба — праведний отець Майкл Макґівні

Отець Майкл Макґівні чітко бачив проблеми, з якими стикалися католики та церква на американському континенті в другій половині ХІХ століття: антикатолицизм, упередженість щодо інших національностей, безробіття, брак соціального забезпечення і рання втрата годувальника сім'ї. У отця Макґівні зародилася ідея, яка б допомогла подолати ці проблеми, створити організацію католицьких чоловіків, які б об'єдналися для того, щоб:
- допомагати один одному в часі хвороби чи смерті завдяки чому їхні жінки і діти уникнули б злиднів
- укріпляти себе і інших у вірі, зміцнювати сім'ї і родинне життя
- стати сильними опорами священиків і єпископів, служити Церкві і суспільству
- допомагати найбільш потребуючим у громаді

Для цього отець Макґівні вирішив використати план страхування, особливо на випадок смерті годувальника, яке б забезпечило догляд за вдовами і сиротами. Свого часу отцю Майклу Макґівні довелося тимчасово залишити свої семінарські дослідження, щоб піклуватися про родину, коли помер його батько. До того ж наприкінці ХІХ століття католиків регулярно виключали з профспілок та інших організацій, які передбачали соціальне забезпечення, їм також була заборонена участь у багатьох популярних чоловічих організаціях. Іншою поширеною проблемою того часу в середовищі американських робітників було пияцтво. Макґівні бажав забезпечити людей альтернативою і хотів заснувати спільноту, яка б стимулювала людей пишатися своєю американо-католицькою спадщиною.
Перше організаційне зібрання, яке священик провів разом з групою чоловіків у парафіяльній церкві Пресвятої Діви Марії в Нью-Гейвені, відбулося 2 жовтня 1881 року, а 29 березня 1882 року організація «Орден Лицарів Колумба» була офіційно зареєстрована в державних органах влади штату Коннектикут.
Осередки організації — місцеві Ради Лицарів Колумба — активно засновували при католицьких парафіях. За чотири роки чисельність Лицарів Колумба зросла до 38 рад. У 1889 році вже налічувалось 300 рад та 40 000 лицарів. Двадцять років по тому, в 1909 році, було 230 000 лицарів, об'єднаних в 1300 рад.

### Назва «Лицарі Колумба»
Назва «Лицарі Колумба» була обрана не випадково, таким чином отець Макґівні м'яко докоряв англо-саксонським протестантським лідерам, які ізолювалися від католицької спільноти. Посиланням на Христофора Колумба він хотів показати, що католики не тільки є повноправними членами американського суспільства, а й долучились до його заснування.

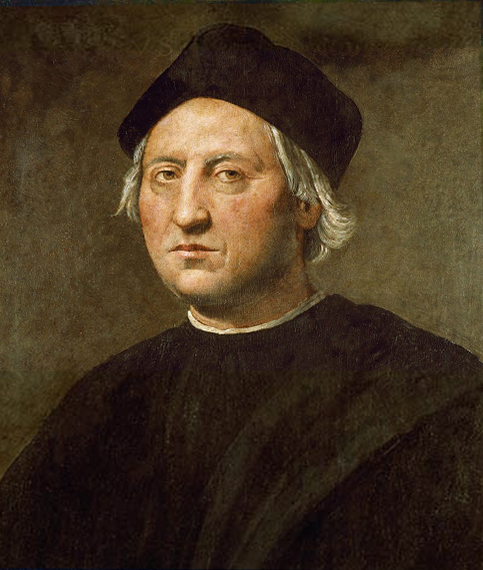
Христофор Колумб, на честь якого названо братство

### Герб Лицарів Колумба
Герб Лицарів Колумба представлений у вигляді щита на тлі хреста «Formee» (хрест з раменами звуженими в центрі і розширеними далі від центру). Щит — надійний захист і зброя, як щит середньовічного лицаря. Хрест «Formee» є художнім поданням хреста Христового, через який спливає на людей благодать Господа нашого. Він символізує дух католицизму Ордену Лицарів Колумба. На щиті зображені три предмети: пучок різок, перев'язаних з топірцем, так звані «фасції». У вертикальному положенні, а також на задньому плані якір і меч чи шпага. Фасції в римські часи були символом влади і відповідальності, які є необхідними для ефективної роботи організації. Якір є символом капітана-моряка Христофора Колумба, покровителя Ордену, а меч був зброєю лицарів на захисті місій милосердя. Таким чином, герб представляє лицарів-католиків об'єднаних в акцію милосердя, а літери «K of C» означають Лицарі Колумба (Knights of Columbus). Червоний колір є символом віри, віри в Христа, в Воскресіння і в місію кожного чоловіка поширювати знання і любов Ісуса Христа. Білий — це колір Євхаристійного Тіла, символізуючи Божу присутність між людьми і нескінченну любов, яку Бог виявляє людині. Білий колір — це символ Христа, символ благодійності. Синій — це колір мантії Божої Матері, яким вона загортає свого улюбленого Сина, через Якого прийшло спасіння у грішний світ, символ надії.

### Прапор Лицарів Колумба

Прапор Лицарів Колумба

Прапор Лицарів Колумба поєднує в своєму полі, червоні та білі кольори з герба ордену, жовтого з папського прапора і білого та зеленого кольору з експедиційного прапора Колумба. Широка смуга жовтого кольору і вузька смуга червоного кольору паралельно розділяють прапор по діагоналі з нижнього лівого у верхній правий кут. Верхнє трикутне біле поле містить зелений хрест як на прапорі, який Христофор Колумб піднімав під час мандрів. На трикутному блакитному нижньому полі — емблема Лицарів Колумба. Прапор був вперше піднятий в червні 1988 року. Прапори, які використовуються на особливих подіях та парадах, оздоблені золотою бахромою, шнурами та китицями.

## Структура ордену Лицарів Колумба

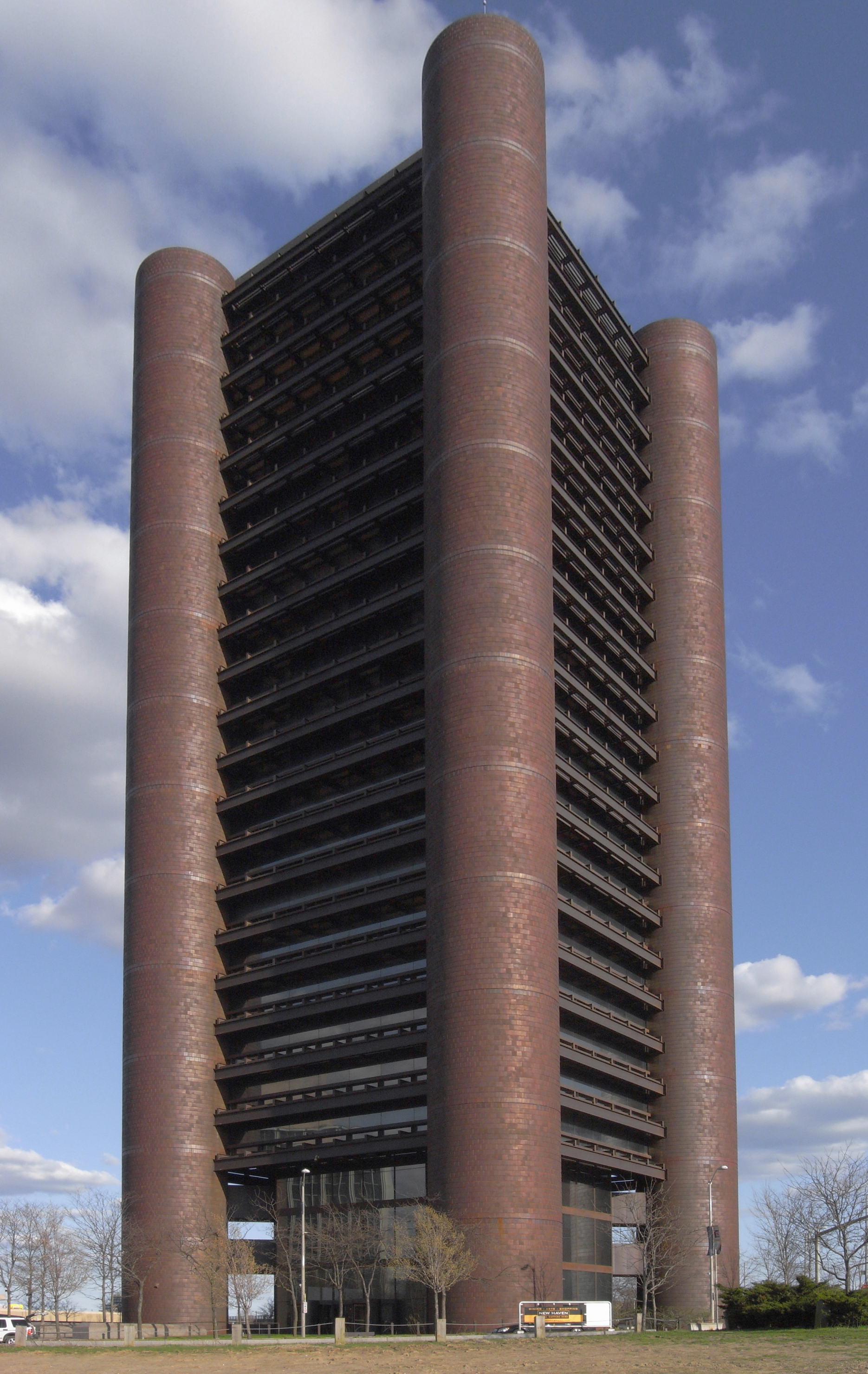
Штаб-квартира Найвищої Ради Лицарів Колумба в місті Нью-Гейвен, штат Коннектикут, США

Лицарями Колумба можуть стати лише практикуючі чоловіки-католики старші 18-ти років. Рекомендацію на членство надає парох місцевої громади. Членство складається з чотирьох різних ступенів, кожен з яких ілюструє певний принцип ордену: 1 — Благодійність, 2 — Єдність, 3 — Братерство, 4 — Патріотизм.
Рада — основна структурна одиниця організації, членами якої є 30 чи більше лицарів. Рада може бути заснована тільки при парафії. До складу ради входять Великий Лицар, Офіцери ради (правління) та лицарі. Місцева рада збирається один або декілька разів на місяць. Офіцери ради обираються на рік для виконання таких функцій: Великий Лицар, Заступник Великого Лицаря, Фінансовий Секретар, Канцлер, Реєстратор, Скарбник, Адвокат, Вартовий, Лектор, Охоронці та Члени Наглядової Ради, Капелан (призначається парохом). Також, членами правління ради можуть обиратися чи призначатися директори чи голови комітетів, які відповідають за різноманітні програми місцевої ради.
Національна Рада (Територіальна Рада) — правління спільноти Лицарів Колумба окремої країни чи штату. ЇЇ членами є Регіональні Делегати і Великі Лицарі місцевих рад. Національна Рада збирається один раз на рік. Національна Рада отримує річні звіти від офіцерів, приймає резолюції щодо подальшої роботи організації в країні чи на окремій території. Національна Рада щорічно обирає Офіцерів Національної Ради, які обіймають наступні посади: Національний Делегат (виконавчий директор), Капелан (призначається), Секретар, Скарбник, Адвокат, Вартовий. Крім цих офіцерів, кожна юрисдикція (національна організація) має певну кількість директорів і голів комітетів, які відповідають за різноманітні програми Національної Ради і за окремі ділянки, такі як, наприклад, збільшення членства в радах.
Найвища Рада — головний орган управління організацією. До її складу входять Найвищі Офіцери і обрані делегати від кожної юрисдикції. Найвища Рада збирається один раз на рік. На річних зборах Найвищої Ради делегати ознайомлюються зі звітами Найвищих Офіцерів, а також встановлюють головні напрямки роботи і розвитку Ордену. Штаб-квартира Найвищої Ради знаходиться в місті Нью-Гейвен, штат Коннектикут, США.

## Лицарі Колумба у світі
Лицарі Колумба представлені в таких країнах як: Сполучені Штати Америки, Канада, Філіппіни, Мексика, Польща, Домініканська Республіка, Пуерто-Рико, Панама, Багамські острови, Віргінські острови, Куба, Гватемала, Гуам, Сайпан, Литва, Україна, Франція та Південна Корея.
Лицарі 4 ступеня об'єднуються в особливі осередки, так звані асамблеї. У країнах, де працюють лицарі Колумба засновано більше 2500 асамблей. За їх підтримку Церкви і місцевих громад, а також за їх благодійну діяльність Святий Папа Іван Павло II назвав братство «сильною правицею Церкви». У 2017 році організація передала 185 мільйонів доларів США безпосередньо на благодійність, його члени виконали понад 75.6 мільйонів людино-годин волонтерського служіння. В рамках програми страхування братства створено 90 мільйонів полісів страхування життя на загальну суму 19,8 мільярдів доларів, організація має найвищі страхові рейтинги, надані «AM Best» та «Асоціацією Страхових стандартів ринку». У Сполучених Штатах на національному та державному рівні організація активна на політичній арені: лобіює закони й постанови, які підтримують позиції Католицької Церкви щодо державної політики і соціальних питань.

## Лицарі Колумба в Україні

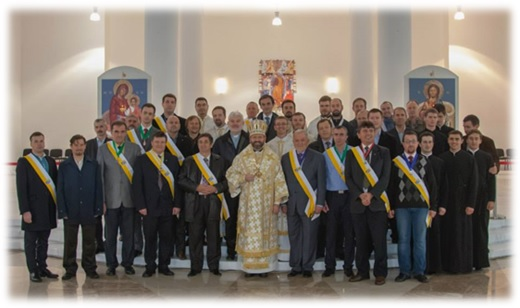
Члени першої ради Лицарів Колумба в Україні

Вперше запросив Лицарів Колумба розпочати свою діяльність в Україні Глава Української греко-католицької церкви, кардинал Любомир Гузар на Найвищій Конвенції в Чикаго у 2005 році, на якій він був почесним гостем.
Цю ініціативу у 2011 році підтримав Глава Української греко-католицької церкви Святослав Шевчук та римо-католицький Архієпископ і Митрополит Мечислав Мокшицький. На прохання Блаженнішого Святослава Шевчука Найвищий Лицар Карл Андерсон у 2012 році ухвалив рішення про поширення діяльності братства в Україні.
Першими Лицарями Колумба в Україні стали у 2012 році Блаженніший Святослав Шевчук і Архієпископ і Митрополит Мечислав Мокшицький.
Під час чергових ініціацій в травні 2013 року, Лицарями Колумба стали 39 чоловіків у Києві та 32 — у Львові.
20 вересня 2013 року в Україні розпочали свою діяльність перші Ради Лицарів Колумба. Найвища Рада зареєструвала дві перші Ради:
№ 15800 — Святого Володимира Великого при Патріаршому соборі Воскресіння Христового УГКЦ в Києві;
№ 15801 — Святого Івана Павла ІІ при Кафедральному соборі РКЦ у Львові.

Найвищий Лицар Карл Андерсон та Територіальний делегат Богдан Ковалів

Великим Лицарем ради в Києві був обраний Богдан Ковалів, капелан — о. Володимир Мальчин. У Львові Великим Лицарем обрали Юрія Малецького, капелан — о. Владислав Бішко, пізніше о. Ян Нікель. Засновниками перших Рад були: Блаженніший Святослав Шевчук, Архієпископ і Митрополит Мечислав Мокшицький, Єпископ Йосиф Мілян, о. Володимир Мальчин, о. Андрій Нагірняк, о. Олега Олекса, о. Андрій Легович, о. Анатолій Тесля, о. Петро Жук, о. Ігор Шабан, о. Олексій Самсонов, о. Василь Білаш, о. Юліан Шеремета, о. Олександр Богомаз, о. Григорій Березюк, о. Микола Сулима, Богдан Ковалів, Юрій Малецький, Петро Галуга, Микола Мостов'як, Олег Яким'як, Леонід Євменьєв, Сергій Заглоцький, Любомир Андрусів, Мирослав Мазур, Андрій Тарасенко, Микола Ореховський, Ігор Ванюк, Андрій Павлів, Юрій Вольбин, Олександр Гоменюк, Ростислав Дмитрусь, Володимир Червінський, Володимир Клименко, Михайло Канафоцький, Віталій Коломієць, Микола Оліярник, Олександр Попов, Орест Стандритчук, Ростислав Онищак, Володимир Бурий, Андрій Пишник та багато інших.
6 листопада 2013 року Блаженніший Святослав Шевчук очолив Божественну Літургію і благословив на працю першу в Україні Раду Лицарів Колумба № 15800.
Станом на травень 2023 року в Україні діє 52 Ради — в Києві, Львові, Івано-Франківську, Тернополі, Хмельницькому, Полтаві, Запоріжжі, Одесі, Кам'янці-Подільському, Самборі, Бучачі, Мелітополі, Бродах, Золочеві, Ірпені, Вишгороді, Гнівані, Крисовичах, Дунаївцях, Вороняках, Калуші, Княжичах, Лошківцях, Барі, Коломиї, Житомирі, Фастові, Браїлові, Понінці, Шептицькому, Буську, Підкамені, Черкасах, Вовчинцях а також, осередки (круглі столи) у Івано-Франківську, Львові, Тернополі, Києві, Чернівцях, Пасіках-Зубрицьких, Херсоні, Букачівцях, Кропивницькому, Ізмаїлі, Кривому Розі та Борисполі.
Динаміка розвитку Лицарів Колумба в Україні
| Рік  | Кількість рад |
| 2013 | 2             |
| 2014 | 6             |
| 2015 | 9             |
| 2016 | 16            |
| 2017 | 24            |
| 2018 | 26            |
| 2019 | 29            |
| 2020 | 33            |
| 2021 | 36            |
| 2022 | 42            |
| 2023 | 52            |
| ---- | ------------- |

У 2016 році Найвища Рада, враховуючи динамічний розвиток братерської організації та активну діяльність, надала Лицарям Колумба в Україні Територіальну юрисдикцію, а в червні 2016 року Найвищий Лицар Карл Андерсон призначив Богдана Коваліва Територіальним Делегатом для Лицарів Колумба в Україні.

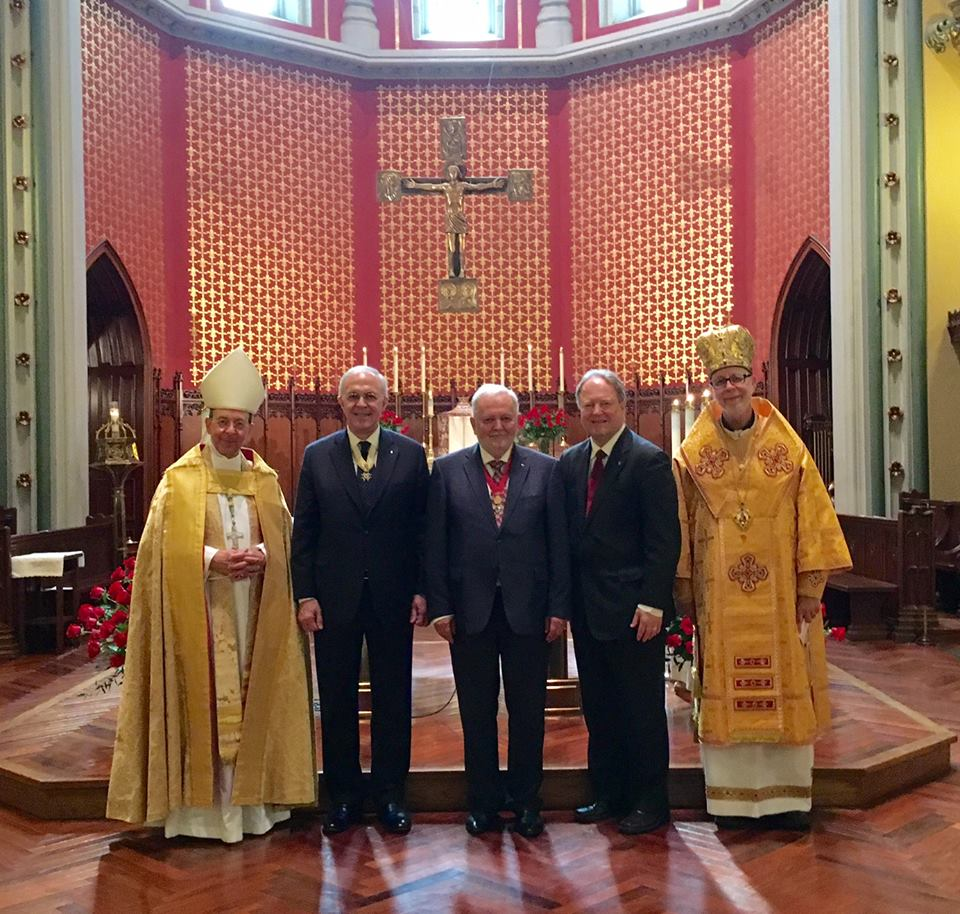
Введення в уряд Територіального делегата Богдана Коваліва

11 червня 2016 року в церкві Пресвятої Діви Марії в Нью-Гейвені (штат Коннектикут) під час Святої Літургії, яку очолив Архієпископ Вільям Лорі, Найвищий Капелан у співслужінні з Єпископом Стенфордським УГКЦ Павлом Хомницьким, Богдан Ковалів був уведений в уряд як перший Територіальний Делегат новоствореної Територіальної Ради Лицарів Колумба в Україні.
Через два роки, відзначаючи подальше зростання чисельності Лицарів Колумба в Україні, їхнє організаційне зміцнення та діяльне і плідне впровадження основних принципів Лицарів Колумба, Найвища Рада ухвалила рішення про надання Лицарям Колумба в Україні статусу Національної організації.
З 7 по 9 серпня 2018 року в Балтиморі, США тривала 136 Конвенція Лицарів Колумба. У ній взяли участь понад 2500 делегатів із таких країн як США, Канада, Мексика, Куба, Філіппіни, Південна Корея, Польща, Франція, Литва та Україна. На цій конвенції і було оголошено про Національну юрисдикцію для Лицарів в Україні.
«Це справді приємно, що наші брати-лицарі в Україні обох Церков — римо-католицької та Української греко-католицької — вчаться співпрацювати, подаючи чудовий приклад єдності Католицької Церкви в Україні, яка так дуже потрібна сьогодні в українському суспільстві. Я справді пишаюся великою роботою, яку здійснюють „Лицарі Колумба“ в Україні! Дякую, мої дорогі брати-лицарі, за те, що допомагаєте нам мобілізувати наших кращих чоловіків, щоб стати „Лицарями Колумба“ — лицарями милосердя!» — із промови Блаженнішого Святослава на States Dinner Лицарів Колумба у Балтиморі 7 серпня 2018 року. Архієпископ і Митрополит Львівський Мечислав Мокшицький, звертаючись до поважного зібрання зазначив, що «Лицарі Колумба служать прикладом того, що означає бути чоловіком-католиком, батьком, вірним та добрим громадянином. У ці перші кілька років лицарі зробили чудеса в Україні, і я знаю, що наступні роки будуть ще більш плідними. Нехай Бог благословить всіх тих, хто тут сьогодні, і нехай Він благословить Лицарів Колумба через заступництво Святого Івана Павла II».
Президент України Петро Порошенко надіслав вітального листа делегатам 136 Конвенції Лицарів Колумба. У листі йшлося зокрема про те, що Орден Лицарів Колумба подає прекрасний приклад суспільству, як працювати й будувати життя на засадах етичності, та показує, як втілення принципів милосердя, єдності, братерства і патріотизму дає неймовірні результати для спільнот по всьому світу. «Я захоплююсь тим, що ви робите в Україні. Я особливо вдячний за те, як ви з усіма нами, пліч-о-пліч, у ці непрості часи допомагаєте відновлювати суверенітет і цілісність нашої держави. Дуже цінним є ваш практичний внесок у реабілітацію наших військових і підтримку сімей, вимушено переселених із Донбасу і Криму. Високо цінуючи те добро, яке ви зробили і робите в Україні і світі, я бажаю вам наснаги у вашій життєвій місії служити людям як справжні християни, якими ви є».